# Pierre Rougeyron
Pierre Rougeyron SM (ur. 1 kwietnia 1817, zm. 15 listopada 1902) – francuski duchowny rzymskokatolicki, marysta, misjonarz, prowikariusz apostolski Nowej Kaledonii.

## Biografia
23 kwietnia 1843 otrzymał święcenia prezbiteriatu i został kapłanem Towarzystwa Maryi.
W 1855 papież Pius IX mianował go wikariuszem apostolskim Nowej Kaledonii. Ks. Rougeyron nigdy nie przyjął sakry biskupiej. Zrezygnował z katedry w 1873. Zmarł 15 listopada 1902.